# سامبا تي في
سامبا تي في (بالإنجليزية: Samba TV)‏ هي شركة تكنولوجيا تلفزيونية تقدم رؤى وتحليلات للجمهور في الوقت الفعلي. تأسست في عام 2008 من قبل الموظفين الأوائل في بت تورنت، بما في ذلك الرئيس التنفيذي الحالي لسامبا تي في، أشوين نافين.